# Индонезийский музей
Индонезийский музей (индон. Museum Indonesia) — это антропологический и этнологический музей, расположенный на территории комплекса «Прекрасная Индонезия в миниатюре» (Taman Mini Indonesia Indah), Джакарта, Индонезия.
Музей специализируется на искусстве и культуре различных этнических групп, которые населяют индонезийский архипелаг и образовали современную индонезийскую нацию. Расположен в богато украшенном здании балийской архитектуры. Он вмещает традиционные и современные искусства, ремёсла и традиционные костюмы из различных регионов страны.
Турист, желающий фотографировать своей камерой, должен купить билет стоимостью 5000 рупий в кассе на первом этаже. За видеосъемку придется заплатить 10000 рупий. Однако, делать снимки мобильным можно бесплатно.

## История
Музей спроектирован неотъемлемой частью всего комплекса «Прекрасная Индонезия в миниатюре» (TMII). Разработан как учебный центр индонезийской культуры, «одна остановка, чтобы узнать об Индонезии».
Комплекс TMII был построен в 1975 году под покровительством госпожи Тьен Сухарто. Индонезийский музей открылся 20 апреля 1980 года.
Музей искусно украшен балийскими статуями и орнаментами. Большие Paduraksa и Candi Bentar (щелевидный входной портал) величают балийские ворота, несколько угловых башен украшают комплекс. Музейный парк воспринял тему индийской эпоса «Рамаяна», так, например, мост в главное здание выполнен в форме змей-нагов с армией ванаров — обезьян, которые построили мост на Ланку.
Основное здание состоит из трёх этажей в соответствии с балийской философией Три хита карана, концепцией, что выделяет три аспекта полного человеческого счастья: развитие гармонии с Богом, окружающими людьми и природой.

## Коллекции
Постоянная выставка и коллекции Индонезийского музея упорядочены в трёх секциях, размещённых на каждом из трёх этажей.

### Первый этаж
Тема выставки первого этажа — «Единство в разнообразии» (Bhinneka Tunggal Ika). Здесь представлена традиционная официальная одежда и свадебные костюмы 27 провинций Индонезии (с 1975 по 2000 год Индонезия имела 27 провинций). Выставка также показывает индонезийские виды искусства, такие как различные типы танцев, куклы ваянг и музыкальные инструменты гамелан, тут размещена карта Индонезии из расписных стекол. Выставка отражает богатое разнообразие индонезийского народа и его культуры, прославляет плюрализм Индонезии, сформированный из разных языков, традиций, религий, культур и обычаев индонезийцев.

### Второй этаж
Тема второго этажа экспозиции — «Человек и окружающая среда» (Manusia dan Lingkungan). Она предназначена продемонстрировать взаимодействия индонезийского народа с природой и окружающей средой. На выставке представлены различные традиционные дома, культовые сооружения, рисовые амбары, макеты домов и жилых помещений. Здесь есть дома, которые строили на поднятых платформах, на деревьях или на реке, различные стили традиционных туземных зданий.
Также выставлены диорамы частей индонезийских традиционных домов, в частности свадебное помещение из Палембанга, яванская гостиная и кухня батаков. В экспозиции представлены предметы, используемые в повседневной жизни: для охоты, собирательства, сельского хозяйства. Отображены также и церемонии, касающиеся жизненного уклада индонезийцев, такие как церемония Mitoni (седьмой месяц беременности), Turun Tanah (церемония над ребенком), Khitanan (обрезание), Mapedes (балийская церемония взросления ребенка), Datuk (церемония инаугурации лидера общины), Pelaminan (свадебный трон народа минангкабау).

### Третий этаж
Тема третьего этажа экспозиции — «Искусство и ремесла» (Seni dan Kriya). Здесь выставлены традиционные и современные предметы декоративно-прикладного искусства индонезийского народа: традиционные текстильные ремесла, такие как Songket, Tenun (ткачество) и батик, а также изделия из металла и дерева.
На этом этаже представлены замысловатые традиции резьбы по дереву, в частности принадлежащие культурам Джепара (центральная Ява), Бали, Тораджи и Асмат. Наиболее ценный предмет в этой секции — огромная резьба по дереву Калпаврикша, дереву жизни. Это дерево высотой восемь метров и шириной четыре метра символизирует природу и вселенную и вмещает пять основных элементов: воздух, воду, ветер, землю и огонь. Им завершаются все выставки музея.

## Другие события
Периодически музей демонстрирует временные выставки, посвященные специфическим темам, таким как topeng (традиционная маска), традиционному текстилю, оружию, картинам, также искусствам и ремеслам, таким как батик или куклы ваянг.
Другие здания в комплексе музея — Балийский парк, Bale Panjang, Bale Bundar и Soko Tujuh — здание, доступное для аренды и проведения публичных или частных мероприятий.
Индонезийский музей является популярным местом для местных и иностранных туристов, студентов, VIP- персон, официальных гостей других государств, которые могут здесь мельком увидеть все богатство индонезийской культуры в одном визите, в «одной остановке, чтобы узнать об Индонезии».